# Верхнебузанский сельсовет
Верхнебуза́нский се́льсове́т — упразднённые административно-территориальная единица и муниципальное образование (сельское поселение) в составе Красноярского района Астраханской области России.
Административный центр был в селе Верхний Бузан.

## Географическое положение
Сельсовет граничил с Забузанским, Бузанским сельсоветами Красноярского района, а также с Приволжским районом. По территории сельсовета протекали судоходные реки Бузан, Шмагино, которые имеют важное транспортное значение.
Площадь сельсовета составляла 12244 га, в том числе земли сельскохозяйственного назначения 11207 га (сенокосы — 3410, пастбища — 4005 га), земли поселений 180 га, земли промышленности 106 га, лесного фонда 22 га, водного фонда 729 га.
Климат резко континентальный, с жарким сухим летом и холодной малоснежной зимой. Самый жаркий месяц — июль, самый холодный период — январь-февраль. Средние многолетние минимальная и максимальная температуры — 36, + 42.
Посёлок Верхний Бузан расположен в 45 км от областного центра (город Астрахань) и в 38 км от районного центра (с. Красный Яр), вблизи него проходит автотрасса Астрахань — Волгоград.

## История
В 2015 году Верхнебузанский сельсовет был упразднён и влит в Бузанский сельсовет с административным центром в селе Новоурусовка.

## Население
| 2010 | 2012  | 2013  | 2014  | 2015  |
| ---- | ----- | ----- | ----- | ----- |
| 2049 | ↗2077 | ↗2084 | ↗2091 | ↗2122 |

Население сельсовета на 2010 год — 2049 человек, из них мужчин — 971 (47,4 %), женщин — 1078 (52,6 %).

## Состав
В состав сельсовета входят следующие населённые пункты:
| Населённый пункт       | Население, человек (2010) |
| ---------------------- | ------------------------- |
| Верхний Бузан, посёлок | ↗1826                     |
| Шмагино, поселок       | ↘223                      |

## Хозяйство
Основными отраслями экономики являются сельское хозяйство, производство и переработка риса, жилищно-коммунальное хозяйство, предпринимательство, личные подсобные хозяйства. На территории муниципального образования функционируют сельскохозяйственные предприятия «Красноярский рис», ООО «Картубинское», 4 крестьянско-фермерских хозяйств, МУП ЖКХ «Верхнебузанское».

## Объекты социальной сферы
Средняя общеобразовательная школа (п. Верхний Бузан, на 226 мест), два Дома культуры, детский сад (на 60 мест), кабинет общей врачебной практики, стадион, 11 магазинов.